# Карољ Диц
Карољ Диц (мађ. Dietz Károly, Шопрон 21. јул 1885 — Будимпешта 9. јул 1969) је био мађарски фудбалер и менаџер који је водио Мађарску на Светском првенству у фудбалу 1938. године.  Био је селектор фудбалске репрезентације од 1934. до 1939. и водио је репрезентацију на 41 мечу. Фудбалску каријеру је имао у два клуба, играо је за Мађар АК и МАФК.